# National Beef
National Beef ist ein US-amerikanischer Hersteller von Fleischwaren mit Hauptsitz in Kansas City, Missouri. Das Unternehmen betätigt sich in der Rindfleisch-Verarbeitung, vertreibt Wet Blue Leder und ist über die Tochtergesellschaft National Carriers im Transportgeschäft aktiv.
Die Tochter National Carriers betreibt über 1200 LKW für Kühl- und Viehtransporte.
Die Anteile an National Beef werden seit 2020 mehrheitlich durch den brasilianischen Fleisch-Konzern Marfrig gehalten.